# Jean Mamy
Pour les articles homonymes, voir Mamy.
Jean Charles Marie Mamy est un réalisateur, monteur, acteur, scénariste et journaliste français, d'origine savoyarde, né le 8 juillet 1902 à Chambéry (Savoie) et mort fusillé le 29 mars 1949 à Arcueil (Seine) pour acte de collaboration durant la Seconde Guerre mondiale. Il est également connu sous le pseudonyme de Paul Riche.

## Biographie

### Carrière artistique
Jean Mamy est régisseur et acteur au théâtre de l'Atelier chez Charles Dullin de 1920 à 1931. Parallèlement, il participe à la création de plusieurs pièces au théâtre des Champs-Élysées, dont Knock avec la compagnie de Louis Jouvet et Six personnages en quête d'auteur avec celle des Pitoëff.
Avec la troupe de l'Atelier, il tourne en 1927 dans le premier long métrage de fiction de Jean Grémillon, Maldone, et s'y essaie à la régie cinématographique. Il rencontre sa future épouse, Barbara, figurante sur le tournage.
En 1931, il réalise son premier film avec Michel Simon comme acteur principal, Baleydier, aujourd'hui introuvable, sur un scénario de Jacques Prévert.
Entre 1931 et 1939, Jean Mamy, de tendance politique marquée à gauche, est vénérable maître de la loge Renan, du Grand Orient de France.

### Sous l'Occupation
Écœuré par la débâcle de 1940, il se jette à corps perdu dans le journalisme de la collaboration. Il est rédacteur en chef de L'Appel, le journal de Pierre Costantini, membre du Parti populaire français (PPF) et surtout à la pointe de la lutte contre la franc-maçonnerie qu'il rend responsable de tous les maux dont la France est accablée. Il participe activement à la presse collaborationniste sous le nom de Paul Riche et y fait paraître des textes violemment antisémites avec appels au meurtre, notamment en mars 1941 dans l'hebdomadaire Au pilori,,.
Durant la Seconde Guerre mondiale, il se place clairement du côté des Allemands. Son dernier film, le moyen métrage Forces occultes (1943), est une œuvre de propagande, attaque virulente contre la franc-maçonnerie, dont il a fait partie, le parlementarisme et les Juifs, dénonçant un prétendu complot judéo-maçonnique. Il dénonce des juifs et infiltre des réseaux de résistants qu’il dénonce ensuite à la police allemande.

### Épuration
En août 1944, sa mère est arrêtée par les Forces françaises de l'intérieur (FFI) ; il se constitue prisonnier. Son procès, qui n'a lieu qu'à Noël 1948, voit la Cour de justice de la Seine le condamner à mort pour sa collaboration particulièrement active avec la Gestapo. Il reconnaît d'ailleurs lors de son procès sa participation à l'arrestation de résistants,.
Il est fusillé le 29 mars 1949 au fort de Montrouge, à Arcueil.

## Vie personnelle
Il est le père de Frédéric-Georges Roux, ancien élève de l'École polytechnique, vice-président de X-Climat.

## Filmographie

### Réalisateur
- 1932 : Baleydier avec Michel Simon
- 1932 : Bal d'Apaches, court métrage avec José Noguéro, Lily Zévaco et Marc Dantzer
- 1933 : Le Chemin du bonheur avec Alfred Pizella
- 1933 : L'Empreinte sanglante, moyen métrage avec Nadia Sibirskaïa
- 1943 : Forces occultes, moyen métrage sous le pseudonyme de Paul Riche, avec Maurice Rémy

### Directeur de production
- 1935 : Kœnigsmark de Maurice Tourneur, avec Pierre Fresnay
- 1939 : Dédé la musique d'André Berthomieu

### Monteur
- 1930 : Les Amours de minuit d'Augusto Genina et Marc Allégret, avec Pierre Batcheff
- 1930 : Le Blanc et le Noir de Robert Florey, avec Raimu
- 1931 : L'Amour à l'américaine de Claude Heymann, avec André Luguet
- 1931 : Mam'zelle Nitouche de Marc Allégret, avec Janie Marèse
- 1931 : On purge bébé de Jean Renoir, avec Michel Simon
- 1931 : Le Collier court métrage de Marc Allégret, avec Madeleine Guitty
- 1931 : On opère sans douleur court métrage de Jean Tarride, avec Lucy de Matha
- 1931 : Les Quatre Jambes moyen métrage de Marc Allégret, avec André Pierrel
- 1932 : La Petite Chocolatière de Marc Allégret, avec Jacqueline Francell
- 1932 : Fanny de Marc Allégret, avec Orane Demazis
- 1932 : Seul moyen métrage de Jean Tarride, avec Julien Carette
- 1933 : L'Agonie des aigles de Roger Richebé, avec Pierre Renoir
- 1934 : Minuit, place Pigalle de Roger Richebé, avec Raimu
- 1934 : Le Voyage de monsieur Perrichon de Jean Tarride, avec Léon Belières
- 1935 : Mister Flow de Robert Siodmak, avec Mila Parély
- 1937 : Un déjeuner de soleil de Marcel Cohen/Marcel Cravenne, avec Gaby Morlay
- 1937 : L'Habit vert de Roger Richebé, avec Léonce Corne

### Acteur
- 1924 : Entr'acte court métrage de René Clair, avec Man Ray
- 1925 : Veille d’armes de Jacques de Baroncelli
- 1928 : Maldone de Jean Grémillon

### Scénariste
- 1938 : Bar du sud

## Théâtre
Acteur dans
- 1923 : Amédée et les messieurs en rang de Jules Romains, mise en scène Louis Jouvet, Comédie des Champs-Élysées
- 1926 : La Comédie du bonheur de Nicolas Evreïnoff, mise en scène Charles Dullin, Théâtre de l'Atelier
- 1935 : Les Cenci d'Antonin Artaud, mise en scène Antonin Artaud,
- Jean Mamy est l'auteur de nombreux ouvrages et pièces de théâtre, certains inédits. L'un d'entre eux, des poèmes de Fresnes, Les Barreaux d'or a été publié en 1963 en Suisse sous l'impulsion de son fils.